# La imagen es a modo ilustrativo
La imagen es a modo ilustrativo es el segundo disco lanzado por el cantante y compositor Argentino Tete.

## Información del álbum
El álbum fue lanzado primero el 15 de noviembre del 2007 en Argentina. Posteriormente fue lanzado el 10 de diciembre en Europa y el 20 de diciembre en Norteamérica.
En noviembre de 2006 como adelanto del álbum se lanzó el sencillo Solo Una Ilusión.
Este fue el primer álbum de estudio desde Ya no tengo prisa, lanzado en el 2003.

## Lista de canciones
| #   | Título                        |      |
| --- | ----------------------------- | ---- |
| 1.  | "Una pasión"                  | 3:22 |
| 2.  | "Solo Una Ilusión"            | 3:40 |
| 3.  | "Cuanto tienes, cuanto vales" | 3:43 |
| 4.  | "Sin ti"                      | 3:28 |
| 5.  | "América Latina"              | 3:32 |
| 6.  | "No me arrepiento"            | 3:22 |
| 7.  | "Sin control"                 | 3:17 |
| 8.  | "Voy por el mundo"            | 3:29 |
| 9.  | "Bancarrota"                  | 3:25 |
| 10. | "Se..."                       | 2:55 |

## Sencillos
- Noviembre de 2006: "Solo Una Ilusión"
- Junio de 2007: "Una Pasión"
- Enero de 2008: "Cuanto tienes cuanto vales"

## Detalles del Lanzamiento
| País | Año  | Discográfica      | Formato | Catálogo |
|      | 2007 | MGMUSIC Argentina | CD      | 90800    |

- Datos: Q5967021